# Castanhal Esporte Clube
El Castanhal Esporte Clube es un equipo de fútbol de Brasil que juega en el Campeonato Brasileño de Serie D, la cuarta división nacional; y en el campeonato Paraense, la primera división del estado de Pará.

## Historia
Fue fundado el 7 de septiembre de 1924 en el poblado de Castanhal por un grupo de deportistas poco tiempo después de que el pueblo fuese creado. Algunos de esos deportistas fueron Jota Vicente, Orvácio Batista y Lauro Cardoso. El equipo se profesionalizó en 1975, pero salió del profesionalismo en 1978. Retorna al profesionalismo en 1998 y es un equipo frecuente dentro del Campeonato Paraense.
En 2003 es campeón de la segunda división del Campeonato Paraense. En el 2000 pierde la final ante Paysandu. El Castanhal ha participado en el Campeonato Brasileño de Serie C en dos ocasiones. En el 1999 terminó en el lugar 27 entre 36 equipos. En 2004 terminó en el lugar 33 entre 60 equipos. En la Copa do Brasil participó por primera vez en 2001, cuando fue eliminado en la primera ronda por el Ponte Preta.

## Palmarés
- Campeonato Paraense de Segunda División (1): 2003